# Sphaerolobium pubescens
Sphaerolobium pubescens là một loài thực vật có hoa trong họ Đậu. Loài này được Butcher miêu tả khoa học đầu tiên.